# Hockey Club Dynamo Pardubice
L'Hockey Club Dynamo Pardubice è una squadra di hockey su ghiaccio di Pardubice, in Repubblica Ceca. Gioca nel massimo campionato nazionale, l'Extraliga.

## Storia
Il Pardubice ha vinto 6 campionati nazionali, di cui tre cecoslovacchi. Ha raggiunto inoltre la finale della Coppa dei Campioni nel 1974, venendo battuto dal CSKA Mosca.
Nel Pardubice sono cresciuti numerosi giocatori ora professionisti nella NHL, tra cui Michal Sýkora, Patrik Eliáš, Dominik Hašek e Milan Hejduk.

## Denominazioni
La squadra ha cambiato nome diverse volte nel corso della sua esistenza:
- LTC Pardubice (1925–1953)
- Dynamo Pardubice (1953–1960)
- TJ Tesla Pardubice (1960–1990)
- HC Pardubice (1990–1995)
- HC IPB/ČSOB Pojišťovna Pardubice (1995–2003)
- HC Moeller Pardubice (2003–2009)
- HC Eaton Pardubice (2009–2011)
- HC ČSOB Pojišťovna Pardubice (2011–2015)
- HC Dynamo Pardubice (dal 2015)

## Roster 2024/2025
- 61  Martin Kaut